# إدواردو سانشيز (لاعب كرة قاعدة)
إدواردو سانشيز (بالإسبانية: Eduardo Sánchez)‏ هو لاعب كرة قاعدة فنزويلي، ولد في 16 فبراير 1989 في ماراكاي في فنزويلا.

## وصلات خارجية
- إدواردو سانشيز على موقع دوري كرة القاعدة الرئيسي (الإنجليزية)
- إدواردو سانشيز على موقعبيزبول رفرنس.كوم (الدوري الرئيسي) (الإنجليزية)
- إدواردو سانشيز على موقعبيزبول رفرنس.كوم (الدوري الثانوي) (الإنجليزية)
- إدواردو سانشيز على موقع إي إس بي إن.كوم (أم.أل.بي) (الإنجليزية)
- إدواردو سانشيز على موقع مشجعي الرسوم البيانية (الإنجليزية)